# ミズチドリ
ミズチドリ （水千鳥、学名：Platanthera hologlottis ） は、ラン科ツレサギソウ属の多年草。別名、ジャコウチドリ（麝香千鳥）。

## 特徴
根は肥厚し、水平に伸びる。茎の高さは、普通50-90cmで、なかには1mを超える個体もある。葉は茎に互生し、下方の4-6枚の葉は大型で、長さ10-20cm、幅1-2cm、線状披針形で、基部が鞘状になって茎を抱く。上方にいくにしたがって葉は小さくなる。
花期は6-7月で、白い花を茎の先に穂状につけ、下方から開花していく。苞は花より長い。萼片は長さ4-5mm、側花弁はやや短い。唇弁は倒卵形で全縁、長さ6-8mm。距があり、長さ10-12mmで細く垂れ下がる。

## 分布と生育環境
日本では南千島、北海道、本州、四国、九州に分布し、山野の湿原などに自生する。アジアでは朝鮮半島、中国東北部、シベリアに分布する。
花から芳香が香るので、ジャコウチドリの別名がある。

## ギャラリー

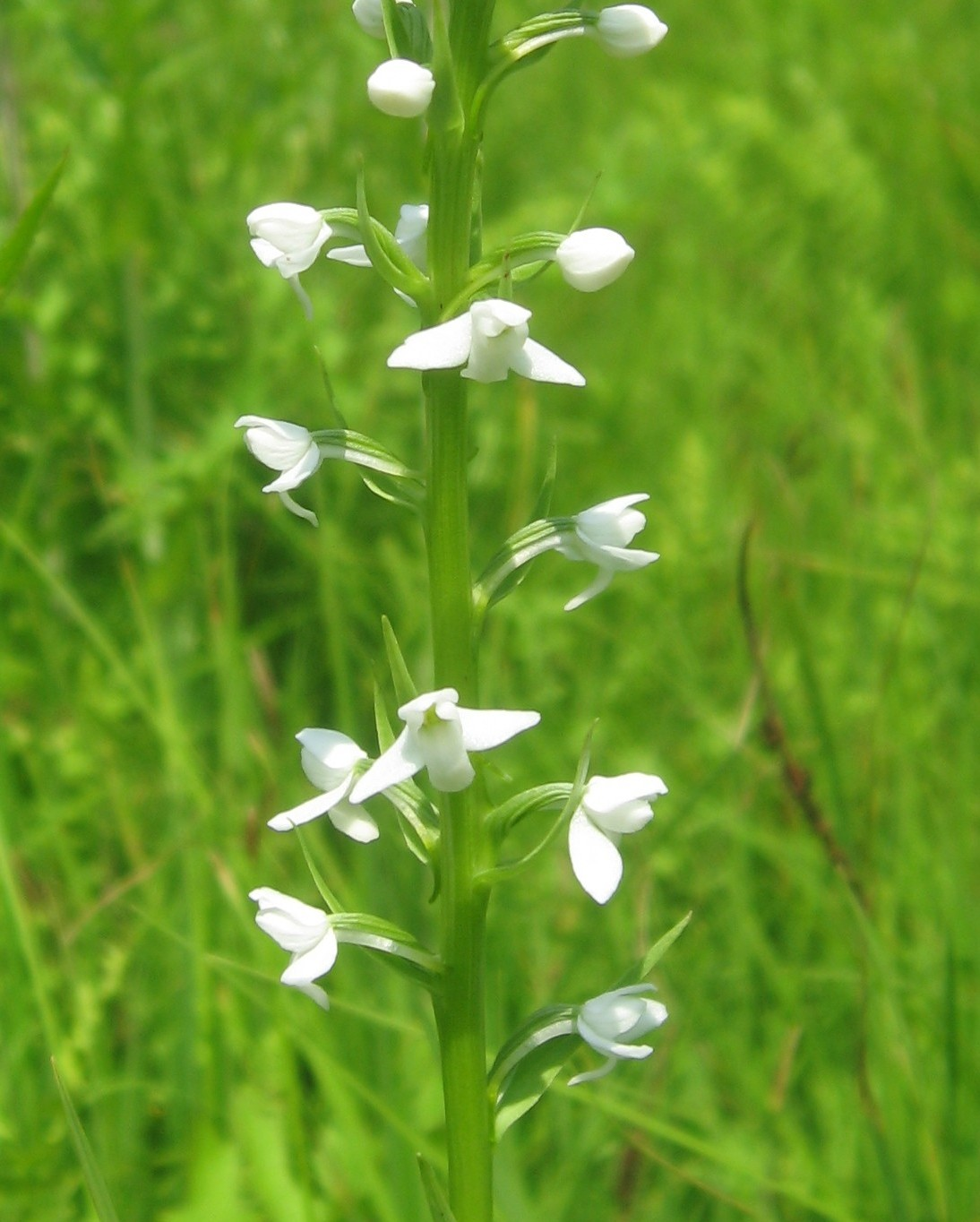
唇弁は舌状、距は細く下垂する
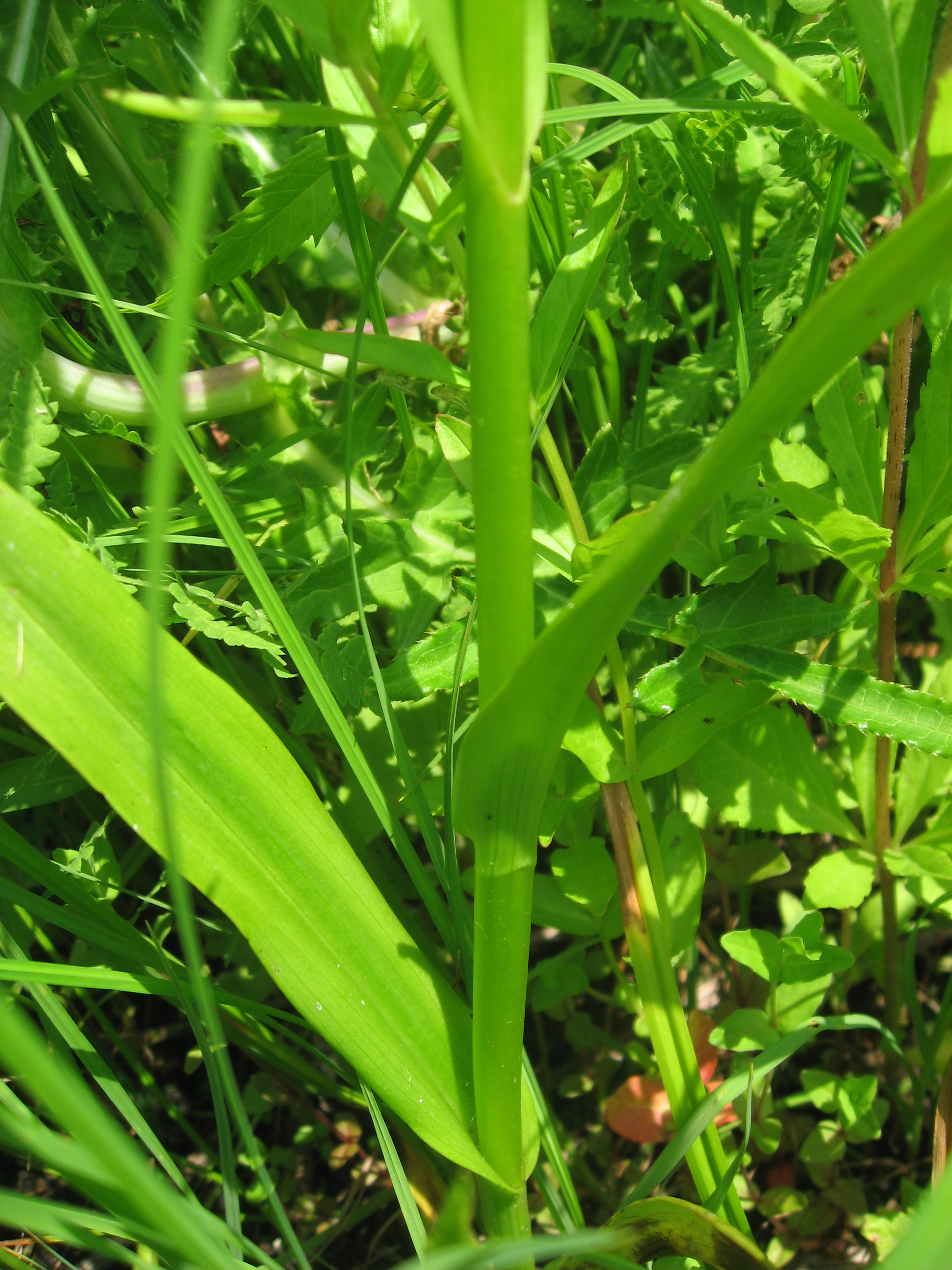
葉は線状披針形で茎を抱く

## 近縁種
- ツレサギソウ属
  - オオバノトンボソウ
  - オオヤマサギソウ
  - キソチドリ
  - コバノトンボソウ
  - ジンバイソウ
  - ツレサギソウ
  - マイサギソウ
  - ヤマサギソウ